# Arcidiocesi di Joinville
La arcidiocesi di Joinville (in latino Archidioecesis Ioinvillensis) è una sede metropolitana della Chiesa cattolica in Brasile. Nel 2021 contava 880.215 battezzati su 1.275.674 abitanti. È retta dall'arcivescovo Francisco Carlos Bach.

## Territorio
L'arcidiocesi comprende 18 comuni nella parte nord-orientale dello stato brasiliano di Santa Catarina: Joinville, Araquari, Balneário Barra do Sul, Barra Velha, Campo Alegre, Corupá, Garuva, Guaramirim, Itaiópolis, Itapoá, Jaraguá do Sul, Mafra, Massaranduba, Rio Negrinho, São Bento do Sul, São Francisco do Sul, São João do Itaperiú e Schroeder.
Sede arcivescovile è la città di Joinville, dove si trova la cattedrale di San Francesco Saverio.
Il territorio si estende su una superficie di 9.508 km² ed è suddiviso in 65 parrocchie, raggruppate in 6 comarche pastorali: Mafra, São Bento, Jaraguá do Sul, Joinville Norte, Joinville Sul, Litoral Sul.

### Provincia ecclesiastica
La provincia ecclesiastica di Joinville, istituita nel 2024, comprende come suffraganee due diocesi dello stato di Santa Catarina, e precisamente:
- diocesi di Blumenau,
- diocesi di Rio do Sul.

## Storia
La diocesi di Joinville fu eretta il 17 gennaio 1927 con la bolla Inter praecipuas di papa Pio XI, ricavandone il territorio dalla diocesi di Santa Caterina, che contestualmente è stata elevata al rango di arcidiocesi metropolitana e ha assunto il nome di arcidiocesi di Florianópolis.
Il 23 novembre 1968 e il 19 aprile 2000 cedette porzioni del suo territorio a vantaggio dell'erezione rispettivamente delle diocesi di Rio do Sul e di Blumenau.
Originariamente suffraganea dell'arcidiocesi di Florianópolis, il 5 novembre 2024 è stata elevata al rango di sede metropolitana.

## Cronotassi dei vescovi
Si omettono i periodi di sede vacante non superiori ai 2 anni o non storicamente accertati.
- Pio de Freitas Silveira, C.M. † (25 gennaio 1929 - 19 gennaio 1955 dimesso[1])
  - Sede vacante (1955-1957)
- Gregório Warmeling † (3 aprile 1957 - 9 marzo 1994 dimesso)
- Orlando Brandes (9 marzo 1994 - 10 maggio 2006 nominato arcivescovo di Londrina)
- Irineu Roque Scherer † (30 maggio 2007 - 2 luglio 2016 deceduto)
- Francisco Carlos Bach, dal 19 aprile 2017

## Statistiche
La diocesi nel 2021 su una popolazione di 1.275.674 persone contava 880.215 battezzati, corrispondenti al 69,0% del totale.
| anno | popolazione | popolazione | popolazione | presbiteri | presbiteri | presbiteri | presbiteri                | diaconi | religiosi | religiosi | parrocchie |
| anno | battezzati  | totale      | %           | numero     | secolari   | regolari   | battezzati per presbitero | diaconi | uomini    | donne     | parrocchie |
| ---- | ----------- | ----------- | ----------- | ---------- | ---------- | ---------- | ------------------------- | ------- | --------- | --------- | ---------- |
| 1950 | 250.000     | 340.000     | 73,5        | 100        | 20         | 80         | 2.500                     |         | 90        | 250       | 25         |
| 1966 | 428.000     | 600.000     | 71,3        | 152        | 34         | 118        | 2.815                     |         | 137       | 810       | 44         |
| 1970 | 310.000     | 525.000     | 59,0        | 87         | 25         | 62         | 3.563                     | 2       | 94        | 496       | 31         |
| 1976 | 300.000     | 510.000     | 58,8        | 90         | 31         | 59         | 3.333                     | 18      | 106       | 339       | 34         |
| 1980 | 523.000     | 627.000     | 83,4        | 84         | 28         | 56         | 6.226                     | 17      | 112       | 328       | 35         |
| 1990 | 757.000     | 921.000     | 82,2        | 85         | 28         | 57         | 8.905                     | 16      | 78        | 273       | 41         |
| 1999 | 921.839     | 1.229.119   | 75,0        | 107        | 44         | 63         | 8.615                     | 33      | 105       | 253       | 49         |
| 2000 | 550.000     | 650.562     | 84,5        | 78         | 30         | 48         | 7.051                     | 32      | 114       | 154       | 31         |
| 2001 | 657.012     | 876.016     | 75,0        | 80         | 32         | 48         | 8.212                     | 22      | 95        | 189       | 34         |
| 2002 | 669.890     | 892.020     | 75,1        | 80         | 32         | 48         | 8.373                     | 22      | 103       | 187       | 34         |
| 2003 | 596.604     | 917.853     | 65,0        | 84         | 34         | 50         | 7.102                     | 24      | 92        | 165       | 36         |
| 2004 | 608.430     | 936.046     | 65,0        | 90         | 36         | 54         | 6.760                     | 24      | 139       | 172       | 39         |
| 2006 | 641.000     | 986.000     | 65,0        | 93         | 42         | 51         | 6.892                     | 29      | 144       | 185       | 41         |
| 2013 | 706.000     | 1.096.282   | 64,4        | 93         | 55         | 38         | 7.591                     | 44      | 96        | 148       | 50         |
| 2016 | 769.386     | 1.183.672   | 65,0        | 109        | 75         | 34         | 7.058                     | 65      | 72        | 144       | 64         |
| 2019 | 853.781     | 1.237.364   | 69,0        | 141        | 85         | 56         | 6.055                     | 70      | 101       | 131       | 65         |
| 2021 | 880.215     | 1.275.674   | 69,0        | 143        | 89         | 54         | 6.155                     | 77      | 87        | 115       | 65         |